# Stellaria ovatifolia
Stellaria ovatifolia là loài thực vật có hoa thuộc họ Cẩm chướng. Loài này được (M. Mizush.) M. Mizush. miêu tả khoa học đầu tiên năm 1966.